# 塞維爾 (佛羅里達州)
塞維爾（英語：Seville）是位於美國佛羅里達州福祿喜雅縣的一個人口普查指定地區。

## 地理
塞維爾的座標為29°19′01″N 81°29′33″W / 29.31694°N 81.49250°W，而該地最高點為海拔高度16米（即52英尺）。

## 人口
根據2010年美國人口普查的數據，塞維爾的面積為21.08平方千米，當中陸地面積為18.39平方千米，而水域面積為2.69平方千米。當地共有人口614人，而人口密度為每平方千米29人。